# アントニオ・ベネディット・ダ・シルバ
トニーニョ（Toninho）こと、アントニオ・ベネディット・ダ・シルバ（Antônio Benedito da Silva、1965年3月23日 - ）は、ブラジル・サンパウロ州カンピーナス出身のプロサッカー選手。ポジションはフォワード、攻撃的ミッドフィールダー。

## 略歴
16歳のときにキンゼ・デ・ジャウーでデビューし、17歳のときにポルトゥゲーザに移籍。キンゼ・デ・ジャウーでは三浦知良とチームメートであった。1989年にはサンパウロ州選手権で得点王を獲得する活躍でブラジル代表に招集され、3月15日にあったエクアドル代表との親善試合で1キャップを記録した。その後はグアラニとフラメンゴに在籍。
三浦知良と友人関係であっとことで、三浦の父の仲介により、1991年夏に日本の読売クラブ（現 東京ヴェルディ）に移籍。デビュー戦となったJSLカップの中央防犯戦での5ゴールをはじめ、同大会で10ゴールを挙げて読売クラブの優勝に貢献した。JSLの最終シーズンとなった1991-92シーズンには18得点を挙げ得点王に輝いた。
1992年、4月12日のゼロックスチャンピオンズカップ決勝のトヨタ自動車戦では、三浦知良の先制ゴールをアシスト、更に決勝ゴールを決めて優勝に貢献した。しかしその後、ヴェルディからの契約延長要請を固辞して、清水エスパルスに移籍、ポジションはFWではなく攻撃的なMFを務めた。
1993年は開幕戦となった横浜フリューゲルス戦から3試合連続ゴールを決めるスタートを切るも、負傷のためほぼ1年棒に振った。
1994年の前期はクラブ史上初のハットトリックを決めるなど、前期だけで16得点を挙げチームは優勝争いに絡んだが、シジマールの負傷もあり終盤で失速した。一方で、後期はロベルト・リベリーノへの監督交代劇もあり精彩を欠いた。
1995年に宮本征勝が監督に就任すると、サントリーシリーズでは、堀池巧や長谷川健太が序盤で負傷し戦線を離脱。そのためチームは低迷していたがトニーニョは11得点を挙げる働きを見せた。しかし、後期からサントスが加入、同シリーズ終了後、外国籍選手枠の関係もあり、半ば戦力外であることを言い渡されて浦和レッズに期限付き移籍した。浦和では監督のホルガー・オジェックの発案でディフェンダーも務め、古巣のエスパルスとの対戦では得点を挙げた。1996年には監督に就任したオズワルド・アルディレスの希望によりエスパルスに復帰したが、怪我の影響で目立った活躍は出来なかった。1996年5月1日、横浜マリノス戦のゴールは、Jリーグ30周年ベストゴールのテクニカル部門にもノミネートされた。

## エピソード
自らの得点時に飛行機ポーズをとることで有名だったが、浦和時代には親会社（三菱自動車工業）が自動車会社である事から自動車ポーズをとった。
父親のダ・シルバはコリンチャンス、ヴァスコ・ダ・ガマなどでプレーした元ブラジル代表選手であり、実弟のソニー・アンデルソンもFCバルセロナ、ASモナコなどの欧州のクラブに在籍した元ブラジル代表FWである。

## 個人成績
| 国内大会個人成績 | 国内大会個人成績   | 国内大会個人成績 | 国内大会個人成績 | 国内大会個人成績 | 国内大会個人成績 | 国内大会個人成績 | 国内大会個人成績 | 国内大会個人成績 | 国内大会個人成績 | 国内大会個人成績 | 国内大会個人成績 |
| 年度             | クラブ             | 背番号           | リーグ           | リーグ戦         | リーグ戦         | リーグ杯         | リーグ杯         | オープン杯       | オープン杯       | 期間通算         | 期間通算         |
| 年度             | クラブ             | 背番号           | リーグ           | 出場             | 得点             | 出場             | 得点             | 出場             | 得点             | 出場             | 得点             |
| ブラジル         | ブラジル           | ブラジル         | ブラジル         | リーグ戦         | リーグ戦         | ブラジル杯       | ブラジル杯       | オープン杯       | オープン杯       | 期間通算         | 期間通算         |
| ---------------- | ------------------ | ---------------- | ---------------- | ---------------- | ---------------- | ---------------- | ---------------- | ---------------- | ---------------- | ---------------- | ---------------- |
| 1985             | ポルトゥゲーザ     |                  |                  |                  |                  |                  |                  |                  |                  |                  |                  |
| 1986             | ポルトゥゲーザ     |                  |                  |                  |                  |                  |                  |                  |                  |                  |                  |
| 1987             | ポルトゥゲーザ     |                  |                  |                  |                  |                  |                  |                  |                  |                  |                  |
| 1988             | ポルトゥゲーザ     |                  |                  |                  |                  |                  |                  |                  |                  |                  |                  |
| 1989             | ポルトゥゲーザ     |                  |                  |                  |                  |                  |                  |                  |                  |                  |                  |
| 1990             | グアラニ           |                  |                  |                  |                  |                  |                  |                  |                  |                  |                  |
| 1990             | フラメンゴ         |                  |                  |                  |                  |                  |                  |                  |                  |                  |                  |
| 日本             | 日本               | 日本             | 日本             | リーグ戦         | リーグ戦         | リーグ杯         | リーグ杯         | 天皇杯           | 天皇杯           | 期間通算         | 期間通算         |
| 1991-92          | 読売               | 20               | JSL1部           | 22               | 18               | 5                | 10               | 5                | 0                | 32               | 28               |
| 1992             | 清水               | -                | J                | -                | -                | 11               | 3                | 2                | 1                | 13               | 4                |
| 1993             | 清水               | -                | J                | 6                | 3                | 0                | 0                | 0                | 0                | 6                | 3                |
| 1994             | 清水               | -                | J                | 44               | 22               | 0                | 0                | 1                | 0                | 45               | 22               |
| 1995             | 清水               | -                | J                | 25               | 11               | -                | -                | -                | -                | 25               | 11               |
| 1995             | 浦和               | -                | J                | 26               | 6                | -                | -                | 2                | 0                | 28               | 6                |
| 1996             | 清水               | -                | J                | 4                | 1                | 3                | 0                | 0                | 0                | 7                | 1                |
| ブラジル         | ブラジル           | ブラジル         | ブラジル         | リーグ戦         | リーグ戦         | ブラジル杯       | ブラジル杯       | オープン杯       | オープン杯       | 期間通算         | 期間通算         |
| 1996             | ヴァスコ・ダ・ガマ |                  |                  |                  |                  |                  |                  |                  |                  |                  |                  |
| 通算             | ブラジル           | ブラジル         |                  |                  |                  |                  |                  |                  |                  |                  |                  |
| 通算             | 日本               | 日本             | J                | 105              | 43               | 14               | 3                | 5                | 1                | 124              | 47               |
| 通算             | 日本               | 日本             | JSL1部           | 22               | 18               | 5                | 10               | 5                | 0                | 32               | 28               |
| 総通算           |                    |                  |                  |                  |                  |                  |                  |                  |                  |                  |                  |

その他の公式戦
- 1991年
  - コニカカップ 4試合3得点
  - アジアクラブ選手権 2試合1得点
- 1992年
  - ゼロックス・チャンピオンズ・カップ 2試合2得点

## 代表歴

### 試合数
- 国際Aマッチ 1試合（1989年）[13]

| ブラジル代表 | 国際Aマッチ | 国際Aマッチ |
| 年           | 出場        | 得点        |
| ------------ | ----------- | ----------- |
| 1989         | 1           | 0           |
| 通算         | 1           | 0           |

## タイトル
- 日本サッカーリーグ得点王：1回（1991-92）
- 日本サッカーリーグベストイレブン：1回（1991-92）